# (1559) Kustaanheimo
(1559) Kustaanheimo – planetoida z pasa głównego asteroid okrążająca Słońce w ciągu 3 lat i 255 dni w średniej odległości 2,39 au. Została odkryta 20 stycznia 1942 roku w Obserwatorium Iso-Heikkilä w Turku przez Liisi Otermę. Nazwa planetoidy pochodzi od Paula Kustaanheimo, fińskiego astronoma. Przed nadaniem nazwy planetoida nosiła oznaczenie tymczasowe (1559) 1942 BF.